# Vayas
Vayas es un barrio ubicado en el municipio de Ponce en el estado libre asociado de Puerto Rico. En el Censo de 2010 tenía una población de 901 habitantes y una densidad poblacional de 33,33 personas por km².

## Geografía
Vayas se encuentra ubicado en las coordenadas 17°58′59″N 66°34′15″O / 17.98306, -66.57083. Según la Oficina del Censo de los Estados Unidos, Vayas tiene una superficie total de 27.03 km², de la cual 18.36 km² corresponden a tierra firme y (32.08%) 8.67 km² es agua.

## Demografía
Según el censo de 2010, había 901 personas residiendo en Vayas. La densidad de población era de 33,33 hab./km². De los 901 habitantes, Vayas estaba compuesto por el 74.69% blancos, el 20.53% eran afroamericanos, el 0.55% eran amerindios, el 0.11% eran asiáticos, el 3.22% eran de otras razas y el 0.89% pertenecían a dos o más razas. Del total de la población el 98.89% eran hispanos o latinos de cualquier raza.